# Crossopalpus yunnanensis
Crossopalpus yunnanensis är en tvåvingeart som beskrevs av Yang, Gaimari och Patrick Grootaert 2004. Crossopalpus yunnanensis ingår i släktet Crossopalpus och familjen puckeldansflugor. Inga underarter finns listade i Catalogue of Life.